# Mr. Big Live
Albums de Mr. Big
Lean Into It
(1991) Raw Like Sushi II
(1992)
Mr. Big Live est le deuxième album live du groupe de hard rock Mr. Big. Il a été enregistré au Warfield Theatre à San Francisco en Californie le 28 mars 1992. L'album est sorti sous forme de disque compact et en vidéo.

## Liste des titres
1. Daddy, Brother, Lover, Little Boy – 4:23
2. Alive and Kickin' – 5:12
3. Green-Tinted Sixties Mind – 3:59
4. Just Take My Heart – 3:50
5. A Little Too Loose – 6:27
6. Road to Ruin – 5:25
7. Lucky This Time – 4:16
8. Addicted to That Rush – 7:09
9. To Be with You – 4:07
10. 30 Days In the Hole – 4:49
11. Shy Boy – 3:36
12. Baba O'Riley – 6:48

## Membres
- Eric Martin – Chant
- Paul Gilbert – Guitare, chœur
- Billy Sheehan – Basse, chœur
- Pat Torpey – Batterie, chœur